# Bataille de Czarnobyl
Ne doit pas être confondu avec la bataille de Tchernobyl de 2022.
guerre soviéto-polonaise
La bataille de Czarnobyl a eu lieu le 27 avril 1920, près de la ville de Tchernobyl, en Ukraine, pendant la guerre soviéto-polonaise. Elle fait partie de l'opération Kiev de l'armée polonaise et s'est terminée par la victoire de Pologne.
La principale unité polonaise, qui opérait dans la zone marécageuse de la Polésie, était la 9e division d'infanterie de Siedlce, commandée par le général Władysław Sikorski. Sa première tâche était de s'emparer de Tchernobyl, un important port fluvial de Pripiat et une base de la flottille soviétique du Dniepr, qui opérait au confluent du Pripiat, et qui protégeait l'arrière des unités de l'Armée rouge combattant près de Kiev. Pour capturer Tchernobyl, le général Sikorski a créé le groupe de cavalerie du major Jaworski, soutenu par la flottille fluviale de la marine polonaise nouvellement créée.
Le 25 avril, à 4 heures du matin, le groupe de cavalerie a quitté le village de Demowicze et s'est dirigé vers Tchernobyl. Avec la cavalerie, les bateaux de la flottille ont navigué sur le Pripiat. Après quelques heures, ils ont été attaqués par des bateaux soviétiques[réf. nécessaire]. Les bateaux à moteur polonais ont détruit une unité soviétique et ont forcé l'ennemi à la retraite. Au village de Koszarowka, le major Jaworski divise ses soldats en deux groupes. Le premier, commandé par Jaworski lui-même, doit attaquer la ville par le nord. L'autre, commandée par le colonel Kazimierz Galinski, reçut l'ordre d'attaquer par l'ouest. Les deux attaques étaient prévues le 27 avril au matin.
Tchernobyl était défendue par la 61e brigade de fusiliers soviétique, soutenue par douze bateaux de la flottille du Dniepr, qui étaient armés de canons et de mitrailleuses lourdes.
Les colonnes polonaises ont quitté leurs positions dans la soirée du 26 avril. Le lendemain matin, le groupe du major Jaworski atteint le village de Lelow, où il se heurte à des éléments du 61e régiment de fusiliers soviétique et de la flottille du Dniepr. Grâce au soutien de la flottille polonaise de Pinsk, le major Jaworski et ses soldats franchissent les positions soviétiques et ouvrent la voie vers Tchernobyl. Néanmoins, en raison de cet affrontement, Jaworski était en retard, par rapport à la deuxième colonne, qui avait déjà attaqué Tchernobyl le 27 avril, à 5 heures du matin.
Malgré la résistance soviétique, l'infanterie du 34e régiment, appuyée par une batterie d'artillerie, s'empare d'un cimetière et d'espaces verts situés à l'ouest de la ville. Vers 5 heures du matin, l'unité du major Jaworski est également apparue sur place, ainsi que la flottille de Pinsk. Il a immédiatement attaqué les positions soviétiques, forçant l'ennemi à battre en retraite. La bataille s'est rapidement transformée en déroute, alors que les unités polonaises chassaient les Soviétiques en fuite. La flottille du Dniepr s'est retirée dans l'estuaire du Pripiat et les bateaux polonais sont retournés au port de Tchernobyl.
La bataille de Czarnobyl a été commémorée sur la Tombe du Soldat inconnu à Varsovie avec l'inscription « CZERNOBYL 27 IV 1920 ».